# Martin Jakš
Martin Jakš (Plzeň, 6 settembre 1986) è un ex fondista ceco.

## Biografia
In Coppa del Mondo ha esordito il 31 dicembre 2005 a Nové Město na Moravě (46°) e ha ottenuto la prima vittoria, nonché primo podio, il 9 dicembre 2007 a Davos.
In carriera ha preso parte a tre edizioni dei Giochi olimpici invernali, Vancouver 2010 (29° nella 15 km, 27° nell'inseguimento, 3° nella staffetta), Soči 2014 (37° nella 50 km, 27º nello skiathlon, 9° nella sprint a squadre, 8° nella staffetta) e Pyeongchang 2018 (16º nella 15 km, 8º nella 50 km, 9º nello skiathlon, 7º nella sprint a squadre, 10° nella staffetta), e a sei dei Campionati mondiali (8° nella staffetta a Oslo 2011 il miglior risultato).

## Palmarès

### Olimpiadi
- 1 medaglia:
  - 1 bronzo (staffetta a Vancouver 2010)

### Mondiali juniores
- 3 medaglie:
  - 1 argento (10 km a Kranj 2006)
  - 2 bronzi (inseguimento, staffetta a Kranj 2006)

### Coppa del Mondo
- Miglior piazzamento in classifica generale: 16º nel 2011
- 4 podi (1 individuale, 3 a squadre):
  - 1 vittoria (a squadre)
  - 3 terzi posti (1 individuale, 2 a squadre)

#### Coppa del Mondo - vittorie
| Data            | Località | Nazione  | Spec.                                                  |
| --------------- | -------- | -------- | ------------------------------------------------------ |
| 9 dicembre 2007 | Davos    | Svizzera | 4x10 km (con Martin Koukal, Milan Šperl e Lukáš Bauer) |

#### Coppa del Mondo - competizioni intermedie
- 1 podio di tappa:
  - 1 terzo posto